# أنتوني لافور
أنتوني لافور (بالإنجليزية: Anthony Laffor)‏ (17 فبراير 1985 بمونروفيا في ليبيريا - ) هو لاعب كرة قدم ليبيري في مركز الوسط. شارك مع منتخب ليبيريا لكرة القدم. أما مع النوادي، فقد لعب مع أشانتي غولد وسوبر سبورت يونايتد وماميلودي صن داونز ونادي مؤسسة سفينة ليبيريا للتسجيل ونادي جومو كوزموز.

## وصلات خارجية
- أنتوني لافور على موقع الاتحاد الدولي (مؤرشف)  (الإنجليزية)
- أنتوني لافور على موقع قاعدة بيانات كرة القدم.إي يو (الإنجليزية)
- أنتوني لافور على موقع ناشيونال فوتبول تيمز (الإنجليزية)
- أنتوني لافور على موقع Soccerway.com (الإنجليزية)